# Astronomia (canção)
"Astronomia" é uma canção da dupla holandesa de música eletrônica Vicetone e do DJ e produtor musical russo Tony Igy, criada como um remix da música de Igy de 2010 com o mesmo nome. Foi lançado em 9 de julho de 2014.

## Fundo
A música "Astronomia" foi lançada originalmente na Rússia em 2010. O Vicetone gravou a música em 2014 e mandou para Tony Igy, que gostou. O selo de Igy não aprovou o remix, então o remix foi lançado de forma gratuita online.

## Recepção
Em 2020, a música se tornou o tema do meme da internet "Coffin Dance", com o remix tocando enquanto um grupo de ganeses dançavam carregando um caixão. Essa era uma tradição funerária comum em Gana e em outras partes da África, com a ideia de homenagear entes queridos falecidos em grande estilo, em vez da maneira usual de luto.

## Gráficos

### Paradas semanais
| Gráfico (2020)                                    | Posição |
| ------------------------------------------------- | ------- |
| Bélgica (Ultratip Bubbling Under de Flandres)     | 4       |
| Bélgica (Ultratip Bubbling Under da Valônia)      | 25      |
| França (SNEP)                                     | 112     |
| Alemanha (Offizielle Deutsche Charts)             | 74      |
| Hungria (Single Top 40)                           | 3       |
| Itália (FIMI)                                     | 46      |
| Japão (Japan Hot 100)                             | 49      |
| Espanha (PROMUSICAE)                              | 61      |
| Suécia (Sverigetopplistan)                        | 91      |
| Suíça (Schweizer Hitparade)                       | 36      |
| Estados Unidos (Billboard Dance/Electronic Songs) | 13      |

### Paradas de fim de ano
| Parada (2020)                             | Posição |
| ----------------------------------------- | ------- |
| Hungria (Single Top 40)                   | 57      |
| US Hot Dance/Electronic Songs (Billboard) | 43      |